# Autoroute A 20
Die Autoroute A 20, auch als L’Occitane bezeichnet, ist eine französische Autobahn in Nord-Süd-Richtung mit Beginn in Vierzon und Ende südlich von Montauban. Insgesamt beträgt ihre Länge 428 km.

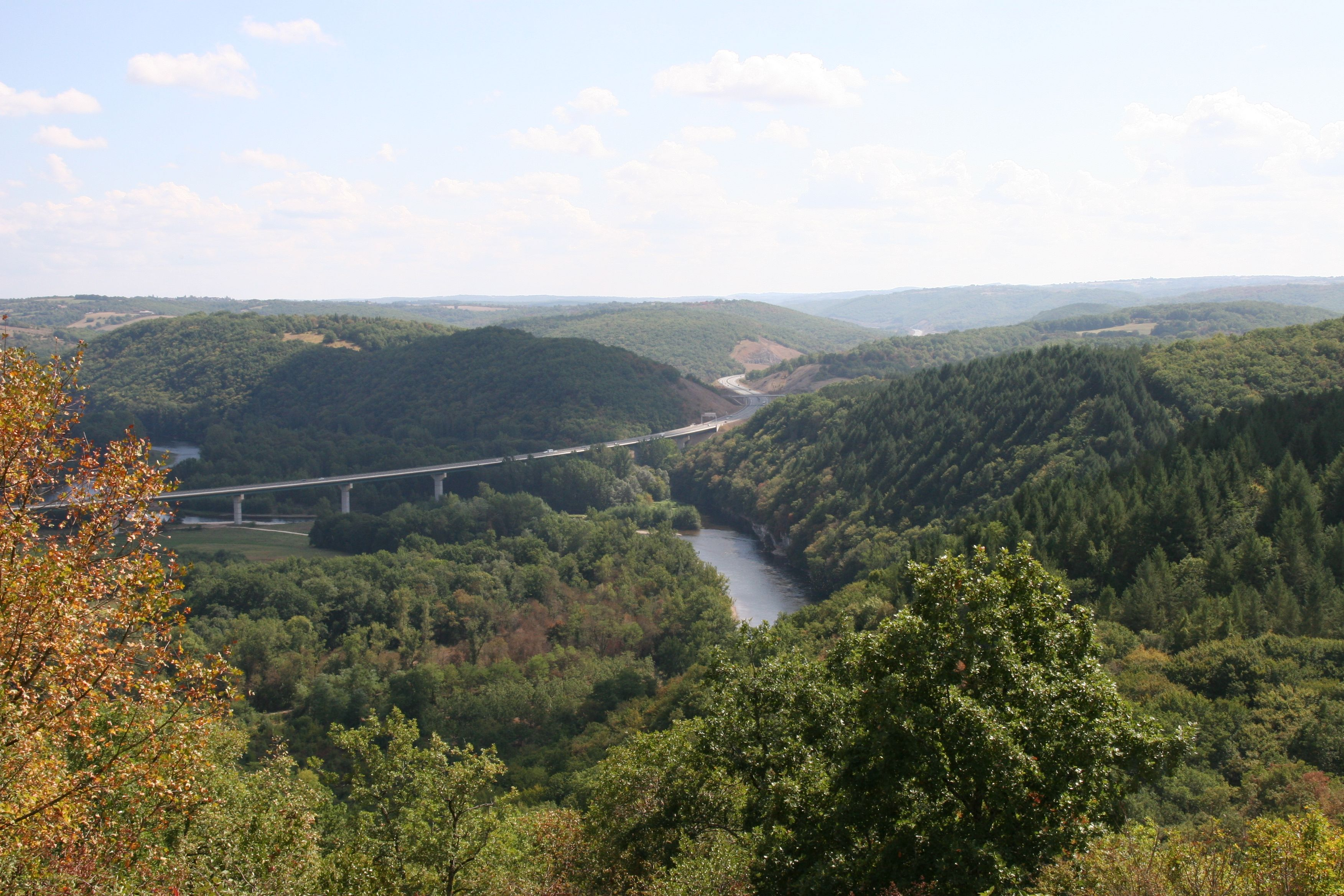
Die A 20 überquert die Dordogne unweit von Domme

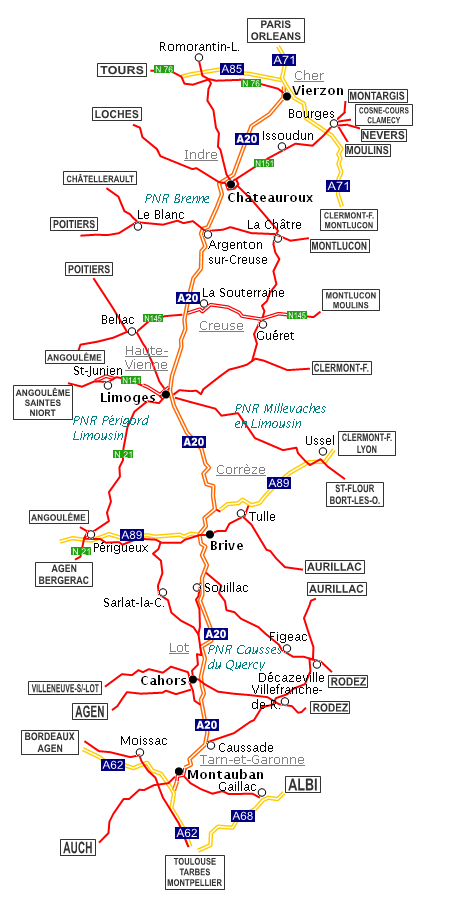
Detaillierte Karte des Straßenverlaufs

## Geschichte
- 1986: Eröffnung La Rocherolle – Argenton-sur-Creuse-sud (Abfahrt 17 – 18) → (N 20)
- 1989: Eröffnung Massay-ouest – Massay-est (Abfahrt 8-ouest à 8-est) → (N 20)
- 1991: Eröffnung Vierzon-nord – Saint-Hilaire-de-Court (A 71 – Abfahrt 7)
- 1991: Eröffnung Le Cerveix – Morterolles-sur-Semme (Abfahrt 23 – 23.1)
- Juni 1991: Eröffnung Nouailles – Nespouls (Abfahrt 52 – 53)
- 1992: Eröffnung Razès – Boisseul (Abfahrt 25 – 38)
- 1992: Eröffnung Lintillac – Nouailles (Abfahrt 50 – 52)
- 1993: Eröffnung Vatan-nord – Vatan-sud (Abfahrt 10-nord – 10-sud)
- 1993: Eröffnung Brion-nord – Brion-sud
- 1993: Eröffnung Magnac-Bourg – Le Martoulet (Abfahrt 41 – 42)
- Juni 1993: Eröffnung Celon-sud – Clidier-nord
- 1993: Eröffnung Le Martoulet – Uzerche-nord (Abfahrt 42 – 44)
- 1994: Eröffnung Morterolles-sur-Semme – Razès (Abfahrt 23.1 – 25)
- 1994: Eröffnung Saint-Hilaire-de-Court – Massay-est (Abfahrt 7 – 8-est)
- 1994: Eröffnung Massay-ouest – Vatan-nord (Abfahrt 8-ouest – 10-nord)
- 1994: Eröffnung Vatan-sud – Céré (Abfahrt 10-sud)
- 1995: Eröffnung Pierre-Buffière – Magnac-Bourg (Abfahrt 40 – 41)
- 1996: Eröffnung Uzerche-nord – Uzerche-sud (Abfahrt 44 – 45)
- Juni 1996: Eröffnung Montauban-sud – Brial (Abfahrt 64 – A 62)
- 1997: Eröffnung L'Aumône-sud – Le Cerveix (Abfahrt 23)
- 1997: Eröffnung Céré – Châteauroux-sud (Abfahrt 14)
- 1997: Eröffnung La Rocherolle – Châteauroux-sud (Abfahrt 17 – 14)
- 1997: Eröffnung Saint-Hilaire-Bonneval – Pierre-Buffière (Abfahrt 39 – 40)
- 10. Juli 1998: Eröffnung Montauban-nord – Lalbenque (Abfahrt 60 – 58)
- 9. November 1998: Eröffnung Uzerche-sud – Donzenac (Abfahrt 45 – 47)
- 1999: Eröffnung Argenton-sur-Creuse-sud – Celon-sud (Abfahrt 18)
- 1999: Eröffnung Clidier-nord – L'Aumône-sud
- 5. Februar 1999: Eröffnung Nespouls – Souillac (Abfahrt 53 – 55)
- 7. Juli 2000: Eröffnung Donzenac – Lintillac (Abfahrt 47 – 50)
- 27. Juli 2000: Eröffnung Boisseul – Saint-Hilaire-Bonneval (Abfahrt 38 – 39)
- 13. Juli 2001: Eröffnung Souillac – Francoulès (Abfahrt 55 – 57)
- 27. Juni 2003: Eröffnung Francoulès – Lalbenque (Abfahrt 57 – 58)